# Applied Organometallic Chemistry
Applied Organometallic Chemistry, abgekürzt Appl. Organomet. Chem.,  ist eine wissenschaftliche Fachzeitschrift, die vom Wiley-Blackwell-Verlag veröffentlicht wird. Die erste Ausgabe erschien im Jahr 1987. Die Zeitschrift erscheint derzeit mit zwölf Ausgaben im Jahr. Es werden Artikel veröffentlicht, die sich mit metall-organischer Chemie beschäftigen.
Der Impact Factor lag im Jahr 2014 bei 2,248. Nach der Statistik des ISI Web of Knowledge wird das Journal mit diesem Impact Factor in der Kategorie angewandte Chemie an 19. Stelle von 70 Zeitschriften und in der Kategorie anorganische Chemie an zehnter Stelle von 44 Zeitschriften  geführt.